# Universiade d'hiver de 1983
Navigation
Édition précédente Édition suivante
L'Universiade d'hiver 1983 est la 11e édition des Universiades d'hiver. Elle se déroule à Sofia en Bulgarie, du 17 février au 27 février 1983.

## Tableau des médailles
| Rang | Nation           | Or | Argent | Bronze | Total |
| ---- | ---------------- | -- | ------ | ------ | ----- |
| 1    | Union soviétique | 10 | 9      | 5      | 24    |
| 2    | Tchécoslovaquie  | 5  | 4      | 2      | 11    |
| 3    | Italie           | 3  | 2      | 1      | 6     |
| 4    | Bulgarie         | 1  | 3      | 3      | 7     |
| 5    | France           | 1  | 1      | 1      | 3     |
| 6    | Suisse           | 1  | 0      | 0      | 5     |
| 7    | Japon            | 1  | 0      | 0      | 1     |
| 8    | Espagne          | 1  | 0      | 0      | 1     |
| 9    | Roumanie         | 0  | 1      | 1      | 2     |
| 10   | Yougoslavie      | 0  | 1      | 0      | 1     |
| 11   | Pologne          | 0  | 0      | 3      | 3     |
| 12   | Finlande         | 0  | 0      | 2      | 2     |
| 13   | États-Unis       | 0  | 0      | 2      | 2     |
| 14   | Chine            | 0  | 0      | 1      | 1     |